# Église de la Madeleine de Châteaudun
Pour les articles homonymes, voir Église de la Madeleine (homonymie).
L'église abbatiale de la Madeleine est un édifice catholique qui se dresse sur le territoire de la commune française de Châteaudun, dans le département d'Eure-et-Loir en région Centre-Val de Loire.
L'église est classée monument historique.

## Historique
L'ancienne abbatiale de l'abbaye de la Madeleine présente différentes périodes de construction qui se situent aux XIIe, XIIIe et XVIe siècles.
En 1152, l'évêque de Chartres, Gosselin de Lèves, confirme le rattachement de l'église Saint-Pierre de Lanneray à l'abbaye.
Des derniers siècles du Moyen Âge nous est parvenu le registre de la paroisse de la Madeleine de Châteaudun (baptêmes de 1478 à 1486, mariages de 1490 à 1494).
En 1546, l'abbaye est mise en commende. En 1634 (l'abbé est alors Jacques de la Ferté), la réforme génovéfaine est introduite dans l'abbaye.

## Abbés
...
- 1705-1711: Claude de Riants
- 1711-1728: Jean-Baptiste de Johanne de Saumery
- 1728-1731: Louis de Héricourt (+ 1731)
- 1731-1733 : Jean-François-Joseph de Rochechouart-Faudoas
- 1733-1743 : Antoine Gallet de Coulanges
- 1743-1773 : François Ier Vidaud de la Tour, chanoine de la cathédrale de Grenoble et conseiller clerc au parlement de Dauphiné
- 1773-1778: François Camille Duranti-Lironcourt
- 1778-Révolution : Jean Jacques Gabriel Levezou de Vesins

## Description

Église abbatiale de la Madeleine
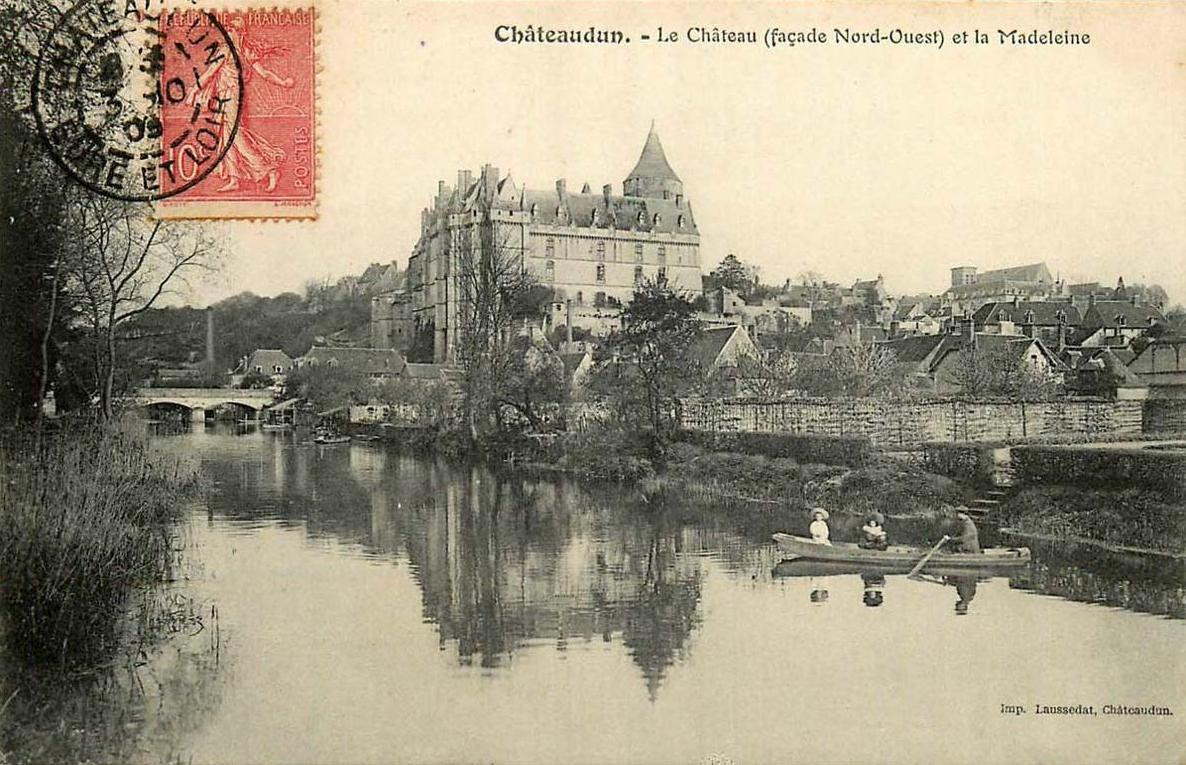
Carte postale de 1909.
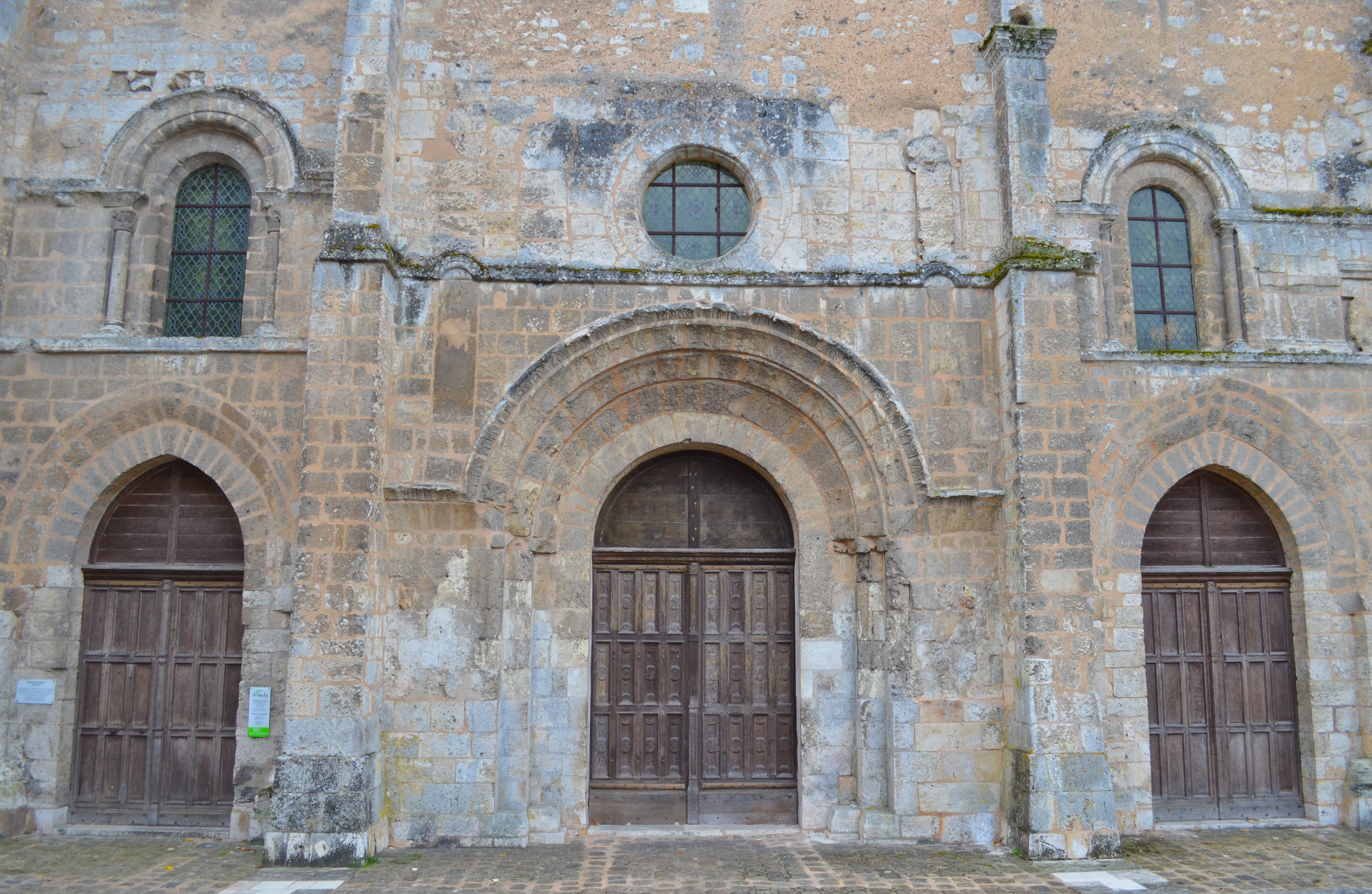
Portail nord.
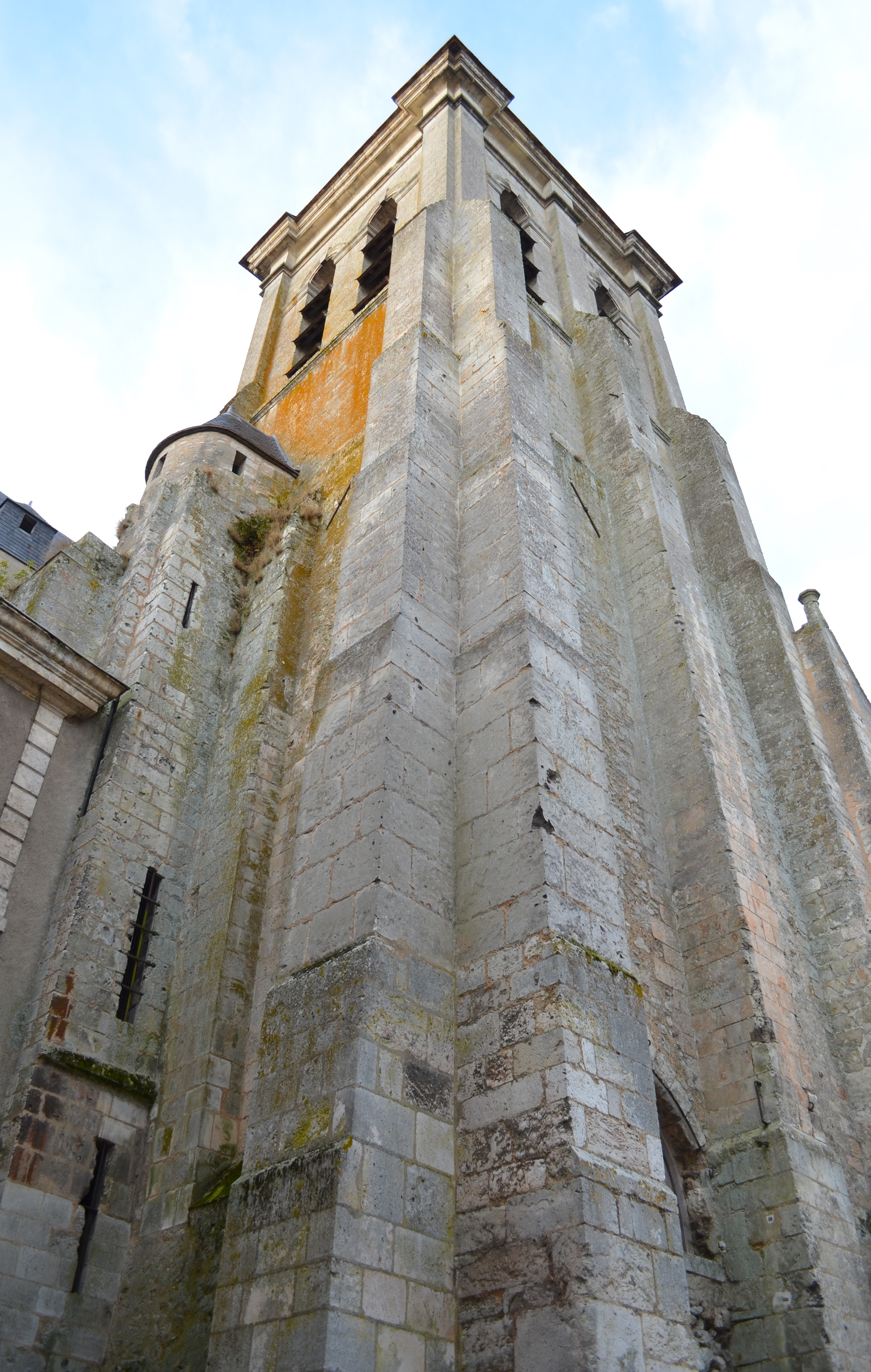
Clocher.
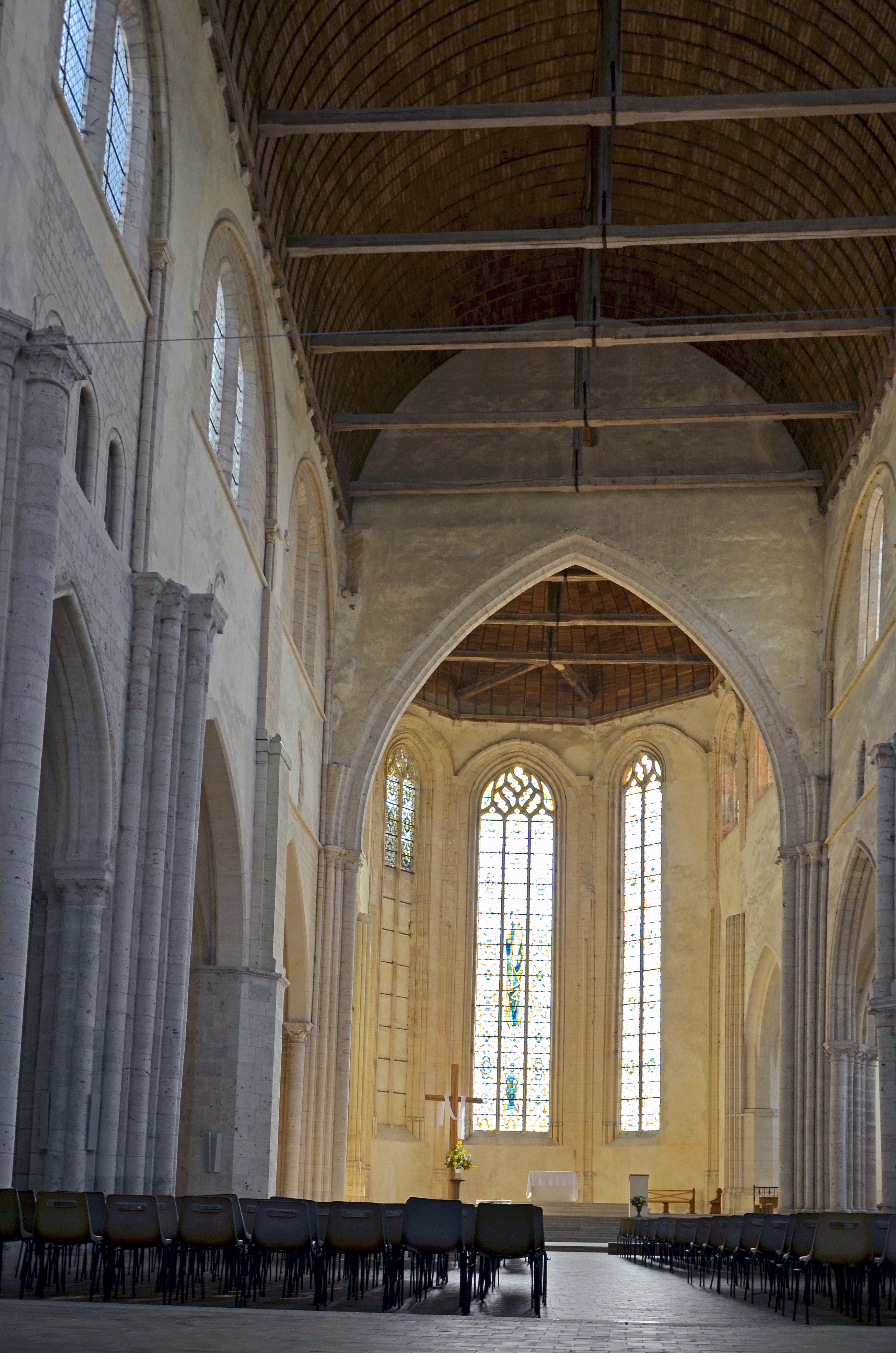
Nef.
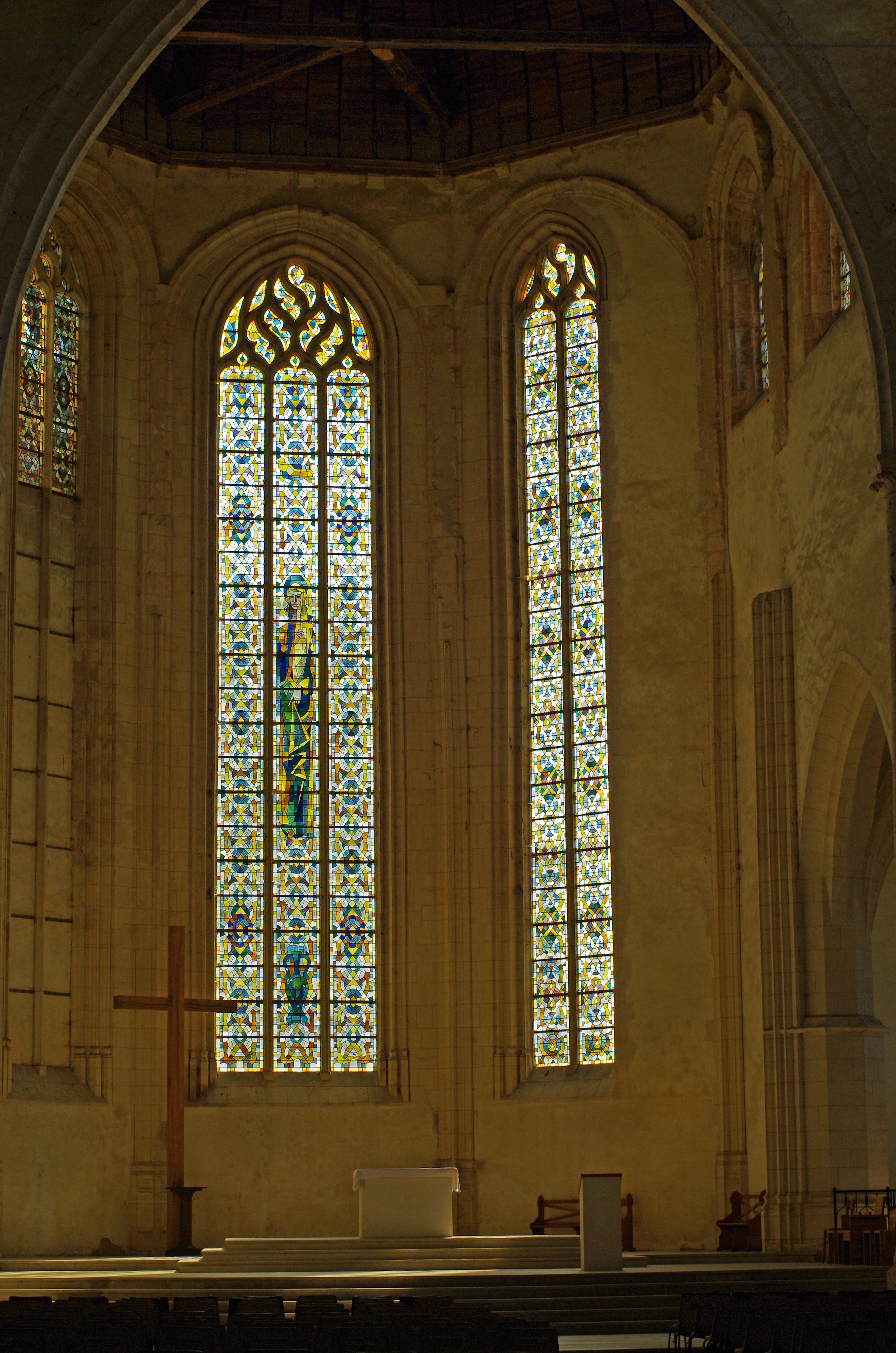
Vitraux du chœur.
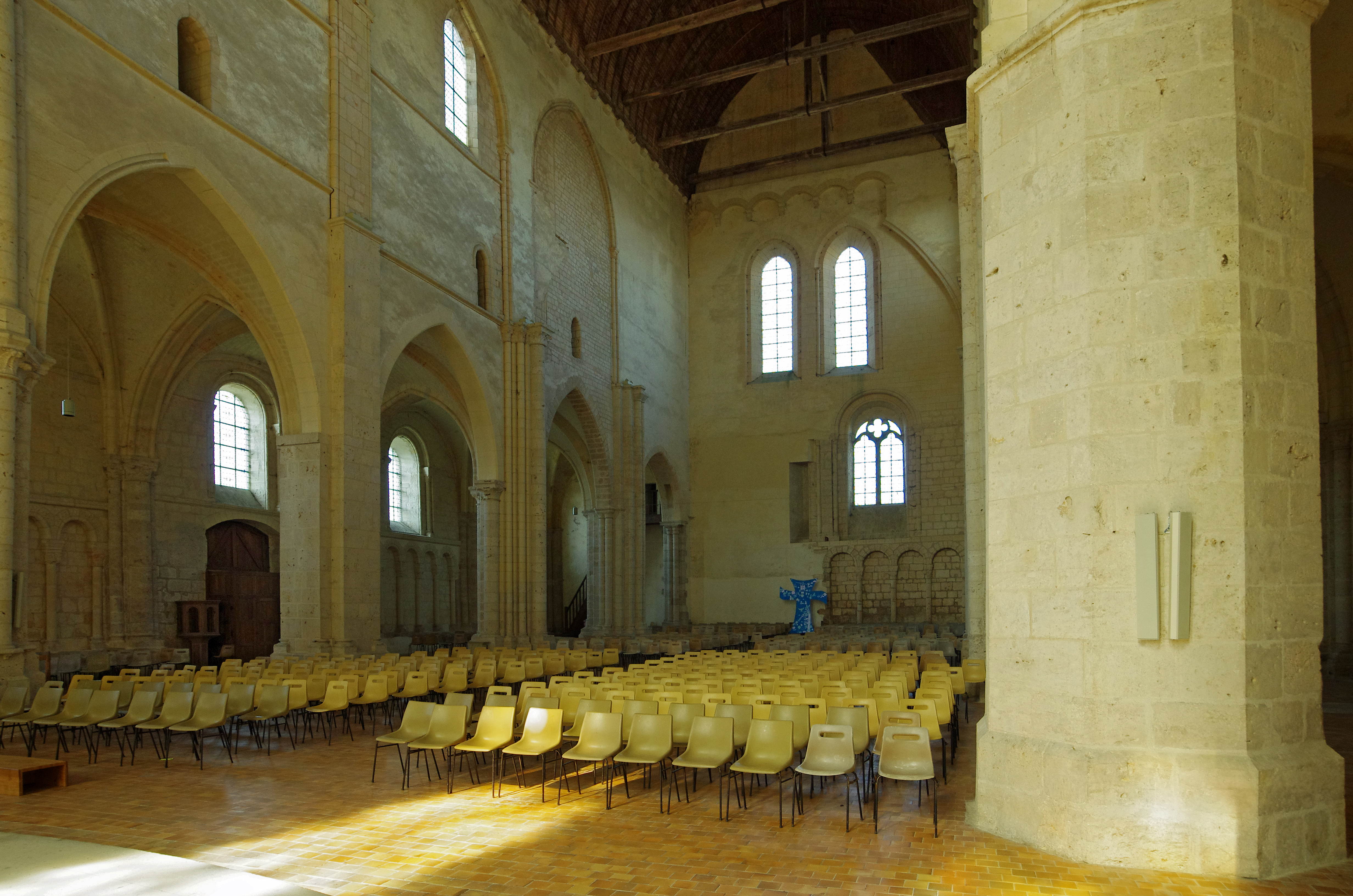
La nef vue du chœur.

## Protections des monuments historiques

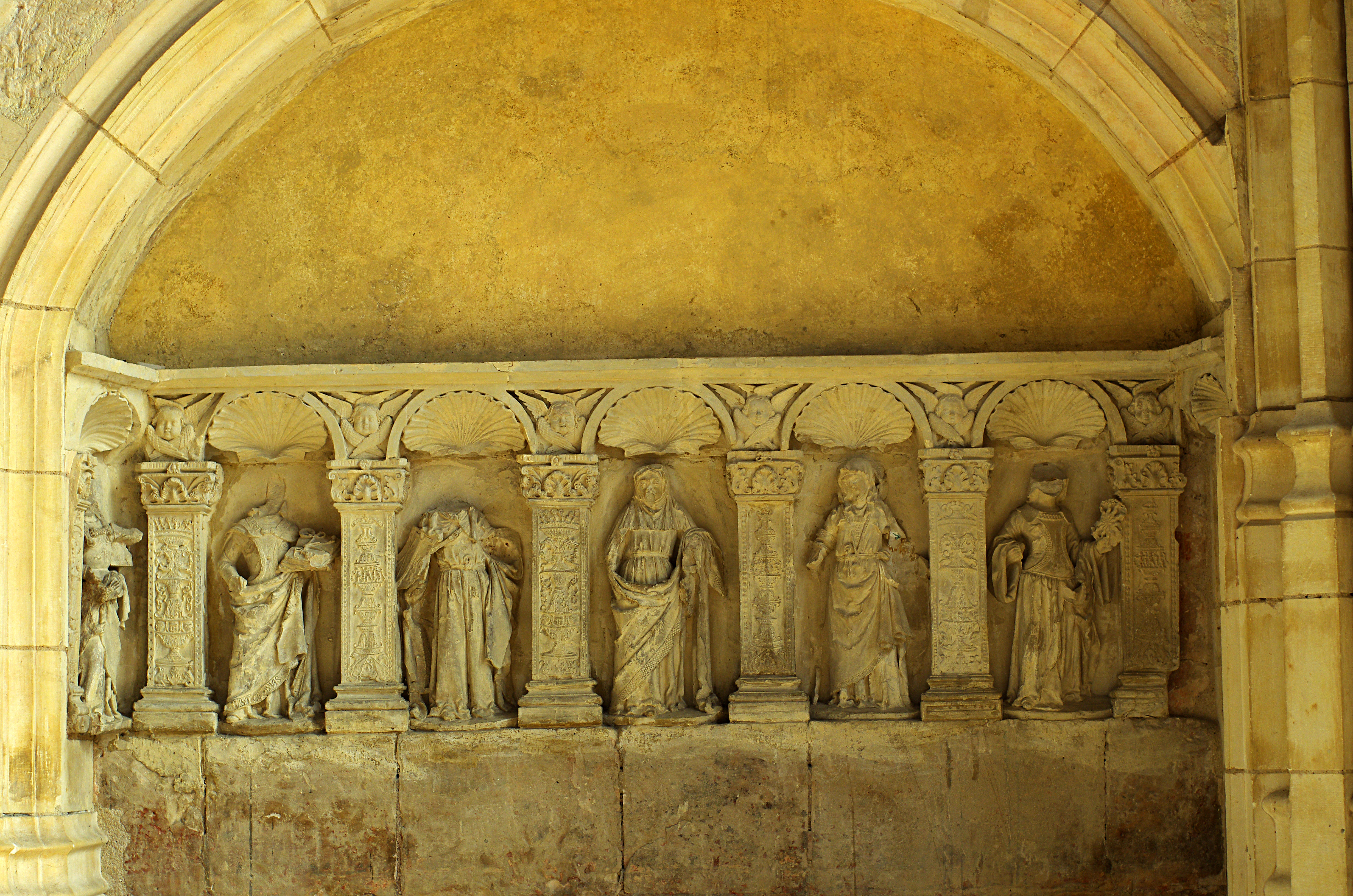
Tombeau.

L'église est classée au titre des monuments historiques par arrêté du 25 juillet 1922.
Un tombeau des XVe ou XVIe siècle est également classé en tant qu'objet monument historique depuis 1908 : il est composé de pilastres et de personnages féminins dans des niches

## Paroisse et doyenné
L'église de la Madeleine de Châteaudun fait partie de la paroisse Saint Aventin en Dunois, rattachée au doyenné du Dunois.